# Vollker Racho
Pour les articles homonymes, voir Racho.
 (février 2019).
Vollker Racho (de son nom civil Rodney Greie, né le 1er novembre 1971 à Heide) est un chanteur allemand.

## Biographie
Après avoir terminé sa formation de technicien en télécommunications, il est embauché par Deutsche Telekom à Kiel puis Elmshorn. Dès le début de sa formation en 1989, il est également DJ. Il se tourne davantage vers l'animation et devient animateur de radios du nord de l'Allemagne.
En 1997, il crée une agence d'animation événementielle. Il montre alors des artistes, des groupes, des animateurs et des chanteurs de schlager. À 27 ans, il devient fonctionnaire et devient vendeur pour Deutsche Telekom. En 2001, il démissionne pour se consacrer à son agence et se forme pour être professionnel. Fin 2006, il reçoit la proposition de réaliser un programme de divertissement. Il commence à apparaître comme DJ et chanteur. Il est présent lors des diffusions à un grand public des matchs des championnats du monde et d'Europe de football dans le Schleswig-Holstein.

## Discograpgie
Singles
- 2006 : Aloha Heja He, 29 décembre
- 2006 : König von Deutschland, 29 décembre
- 2007 : Das rote Pferd, 13 juin
- 2007 : Vollkaracho, 29 juin
- 2007 : Taxi nach Paris, 29 juin
- 2007 : Mexican Girl, 21 décembre
- 2007 : Saskia, 21 décembre
- 2007 : Tränen lügen nicht, 21 décembre
- 2007 : Beautiful Sunday, 21 décembre
- 2007 : Irgendwann, 21 décembre
- 2008 : Eine Insel mit zwei Bergen, 11 juillet
- 2009 : Party machen wir, 10 juillet
- 2010 : Wir stehen auf, 16 avril
- 2010 : Das Gliederlied (Après-Ski-Version), 29 octobre
- 2010 : Schatzi, schenk mir ein Foto!, 31 octobre
- 2011 : Paloma Blanca 2011, 3 juin
- 2011 : Es ist Zeit, 24 octobre
- 2012 : Singt mit – springt mit, 7 mai

Albums
- 2007 : Saskia, 21 décembre
- 2008 : Vollker Racho - Das Party-Album, 25 juillet